# Teoria de la descoberta portuguesa d'Austràlia

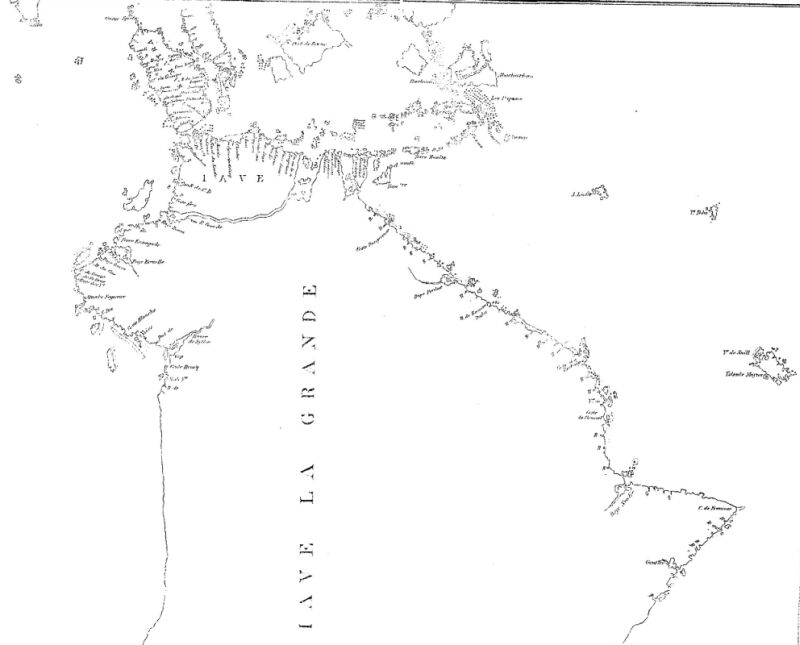
Representació de Java la Grande (la part superior dreta ⇒ mapa de més avallinvertit)

La teoria del possible  Descobriment d'Austràlia pels portuguesos  es basa en la creença que Cristóvão de Mendonça va poder arribar a l'illa l'any 1522.
No obstant això, fins al segle xvii no hi va tornar a haver exploracions europees a l'illa.
Algunes expedicions a la famosa Terra Australis són les realitzades per l'holandès Willem Jansz el 1606, l'espanyol Luis Váez de Torres el 1607 i els holandesos Dirk Hartog el 1616, Jan Carstensz el 1623 i Abel Tasman el 1642.
Durant molt de temps Austràlia es va conèixer com a Nova Holanda i Abel Tasman va donar el seu nom a l'illa de Tasmània.

## Cronologia històrica
- RHMajor,  Early Voyages to Terra Australis  1859, Museu Britànic, va escriure que la "Gran Java", era la costa oest i est d'Austràlia[2]

- George Collingridge, The Discovery of Australia, 1895 Collingridge[3] dedicava un capítol a la "Gran Java" dels mapes de l'escola de cartografia de Dieppe. Per a ell, la "Gran Java" només pot ser la costa australiana.

- Kenneth McIntyre (advocat) 1977,  The Secret Discovery of Australia, on narra les empreses portugueses 200 anys abans del capità Cook, diu que la "Gran Java" és Austràlia.

- Roger Hervé, ex cap de la Secció de Cartografia de la Biblioteca Nacional de França a París, estableix que la Java La Grande reflecteix les exploracions i els descobriments portuguesos i espanyols en el transport marítim a Austràlia i "Nova Zelanda entre 1521 i 1528. Hervé[4]

- El 1982, Helen Wallis, Conservadora de mapes de la Biblioteca Britànica, suggereix que el navegant francès Jean Parmentier va fer un viatge el 1529 amb el cartògraf John Rötz a les terres del sud. Durant aquest va aportar una gran quantitat d'informació representada en els mappamundis de Dieppe. Wallis[5]

- El 1984, un ex oficial, Lawrence Fitzgerald, va escriure un llibre titulat Java La Grande (sic)[6] En aquest llibre compara la costa australiana de les cartes de Desceliers (1550) i Delfín (1536-1542).

- En el llibre:  1421, L'any que la Xina va descobrir el món , publicat a 2002, l'escriptor Anglès Gavin Menzies suggereix que "Java la Gran", va ser descoberta i explorada pel navegant xinès Zheng He i els seus almiralls. Gavin Menzies creu que els antics mapes de Dieppe es van fer a partir d'informació obtinguda pels Portuguesos de fonts xineses.

## Primer mapa d'Austràlia: "Argot franco-portuguès"?

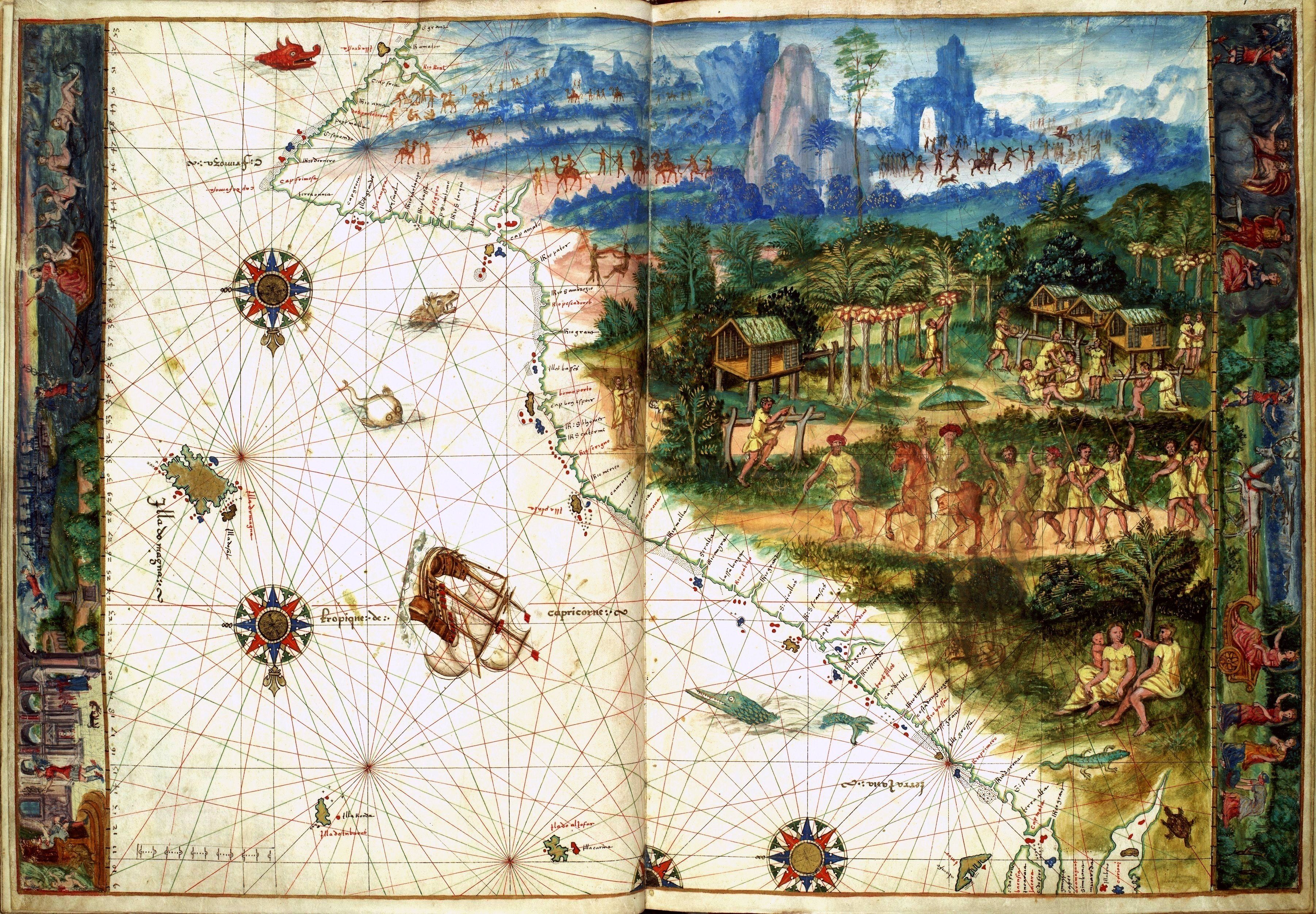
Representació de la costa oriental d'Austràlia amb dues senyeres (de cap per vall)

Topònims que apareixen al mapa Australia first map i que els estudiosos del segle xix identifiquen com "Argot franco-portuguès" a l'estudi fet sobre el mapa original de la Huntington Library, H.Harrisse diu textualment:
“..Probably made in Dieppe, France either by a Portuguese cartographer or based on a Portuguese prototype, judging from the Portuguese influence on the geographical names......”
En portuguès "illa" s'ha escrit sempre "ilha", amb "ll", només existeix en català.
1. "Illa" o "Illes" (x10 vegades)
2. Rio grant
3. Ille grossa
4. Basse grant
5. Cap Mata
6. Golf serra
7. Terra alta
8. Bassa larga
9. Riu malla
10. Seralta
11. Cap bon espor-
12. Bonno parla
13. Rio bassa
14. Bon final
15. Cap groca
16. C.grant
17. C.aufria
18. Port malla
19. Illa fermoza